# Chaunay
Chaunay ist eine französische Gemeinde mit 1.201 Einwohnern (Stand: 1. Januar 2022) im Arrondissement Montmorillon, im Département Vienne in der Region Nouvelle-Aquitaine (vor 2016: Poitou-Charentes); sie ist Teil des Kantons Lusignan (bis 2015: Kanton Couhé). Die Einwohner werden Chaunaisiens genannt.

## Geographie
Chaunay liegt etwa 44 Kilometer südsüdwestlich von Poitiers am Fluss Bouleure. Umgeben wird Chaunay von den Nachbargemeinden Brux im Norden, Blanzay und Champagné-le-Sec im Osten, Linazay im Südosten, Limalonges im Süden, Sauzé-entre-Bois im Süden und Westen sowie Vanzay im Nordwesten.
Durch die Gemeinde führt die Route nationale 10.

## Bevölkerungsentwicklung
| Jahr                      | 1962 | 1968 | 1975 | 1982 | 1990 | 1999 | 2006 | 2013 |
| Einwohner                 | 1481 | 1317 | 1275 | 1157 | 1174 | 1180 | 1200 | 1174 |
| Quelle: Cassini und INSEE |      |      |      |      |      |      |      |      |

## Sehenswürdigkeiten
- Kirche Saint-Pierre, teilweise aus dem 16. Jahrhundert (siehe auch: Liste der Monuments historiques in Chaunay)